# Karima Baloch
Pour les articles homonymes, voir Baloch.
Karima Baloch, née le 8 mars 1983 et morte entre le 20 et le 22 décembre 2020, également connue sous le nom de Karima Mehrab,,, est une militante des droits de l'homme et dissidente baloutche. Elle mène campagne pour l'indépendance du Baloutchistan vis-à-vis du Pakistan et figure dans la liste des 100 Women de la BBC en 2016.

## Carrière militante

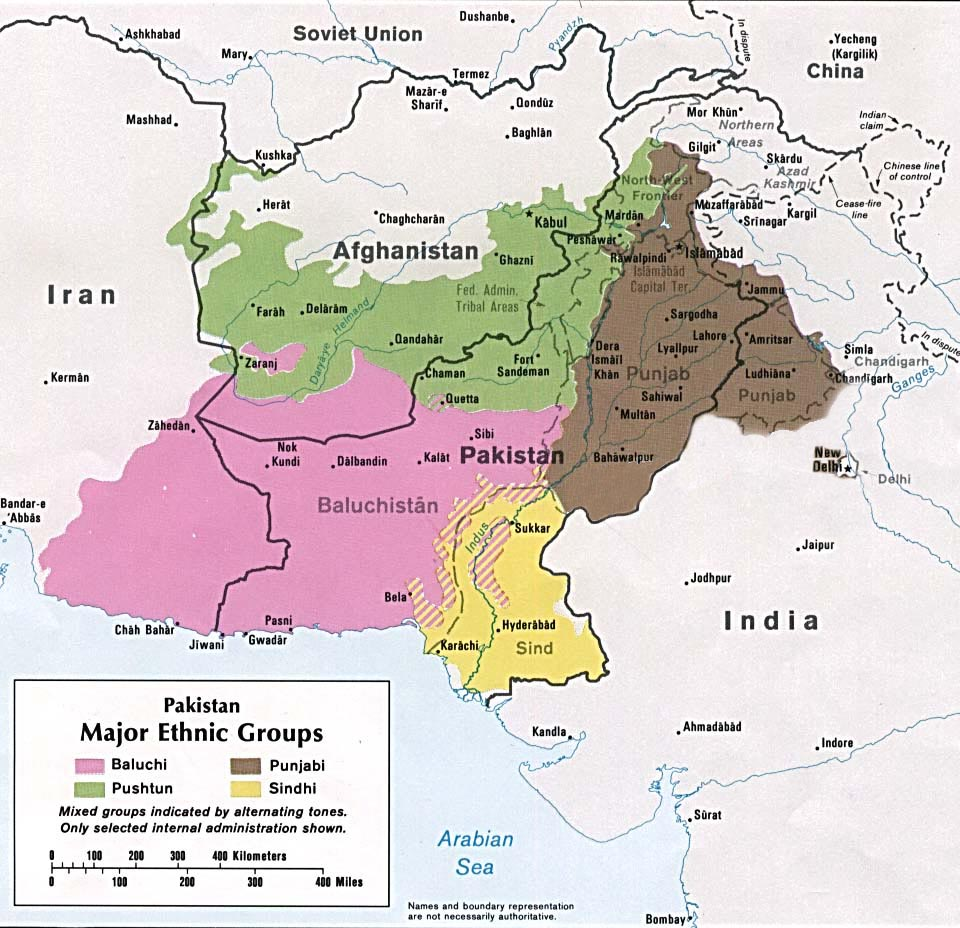
Carte des années 1980 des principaux groupes ethniques du Pakistan, montrant l'étendue territoriale de l'ethnie baloutche (en rose) débordant sur l'Iran et l'Afghanistan.

Baloch commence sa carrière en tant que militante des droits de l'homme et de l'indépendance en 2005, lorsqu'elle assiste à une manifestation à Turbat contre les disparitions forcées dans la province pakistanaise du Baloutchistan, durant laquelle elle porte une photo de l'un de ses proches disparus. Elle rejoint l'Organisation des étudiants baloutches (en) en 2006, occupant plusieurs postes, avant de devenir finalement présidente de l'organisation en 2015. Au cours de ces années, Baloch voyage dans tout le Balouchistan, organisant des programmes de sensibilisation tels que des manifestations et des rassemblements. Un article d'OZY (en) de 2014 sur elle déclare : « À Islamabad, la capitale du Pakistan, Karima est considérée comme une actrice politique dangereuse et une menace pour la sécurité de la nation. Pendant ce temps, à mille kilomètres au sud-ouest, au plus profond du Balouchistan, elle est une héroïne locale et une lueur d'espoir ».

Dans une interview en 2014, elle déclare : 

« Pour nous, la lutte pacifique s'est transformée en un poison mortel. Au cours des trois dernières années, nombre de nos membres ont été brutalement tués et des milliers ont été enlevés. Il y a deux mois, le président de mon organisation a été kidnappé sous mes yeux. Avant cela, en 2009, le vice-président de notre organisation Zakir Majeed avait été kidnappé par les services secrets alors qu'il assistait à un cortège bondé. Il est toujours porté disparu [...] l'étau s'est resserré autour de nos cous. »

## Exil vers le Canada
En 2015, Baloch s'exile après que des accusations de terrorisme sont déposées contre elle par l'État pakistanais, avec sa sœur cadette Mahganj Baloch déclarant qu'« elle n'est pas allée à l'étranger parce qu'elle le voulait, mais parce que... l'activisme ouvert au Pakistan était devenu impossible »,. Un an plus tard, en 2016, elle obtient l'asile au Canada, où elle vit jusqu'à sa disparition et sa mort en décembre 2020. En 2016, à la suite du discours public du Premier ministre indien Narendra Modi le Jour de l'Indépendance, dans lequel il mentionne la situation au Baloutchistan pakistanais, Baloch s'adresse à lui dans une vidéo et le remercie d'avoir mentionné la question, déclarant : « Nous mènerons notre propre guerre, tu es juste notre voix »,.
Baloch est incluse dans la liste des 100 Women de la BBC en 2016, où elle est identifiée comme une militante politique qui « fait campagne pour l'indépendance du Baloutchistan depuis le Pakistan »,,. Baloch cite Dad Shah (en) et Hatun Bibi — deux rebelles baloutches qui ont combattu contre l'Iran impérial au Baloutchistan iranien — comme les principales inspirations de son activisme. En 2018, elle soulève des questions liées à l'inégalité entre les sexes au Pakistan au Conseil des droits de l'homme des Nations unies. Elle soulève également des questions liées au Baloutchistan au Canada, comme lors d'une réunion à Toronto, où elle évoque « l'occupation » pakistanaise du Baloutchistan.

## Disparition et mort

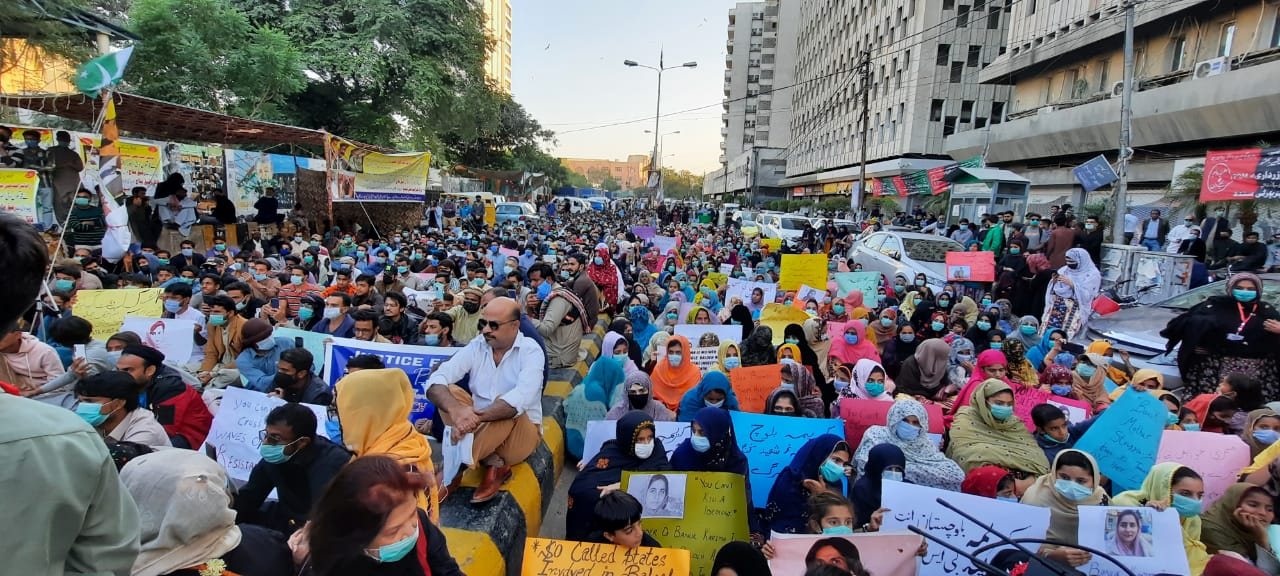
Manifestation au Pakistan à la suite de la découverte du corps de Karima Baloch au Canada ; des manifestations ont lieu dans toutes les villes du Pakistan, notamment Lahore et Karachi.

Baloch est vue vivante pour la dernière fois le 20 décembre 2020,. Le 22 décembre, son cadavre est retrouvé submergé sur le bord du lac Ontario,. Le service de police de Toronto signale d'abord que son corps est retrouvé près du lac, bien qu'aucun autre détail ne soit donné. CBC News rapporte qu'un ami proche et collègue militant baloutche, Lateef Johar, a déclaré que « des officiers avaient dit à sa famille qu'elle avait été retrouvée noyée dans l'eau ». Des manifestations à petite échelle exigeant une enquête sur sa mort ont lieu à la fois au Baloutchistan pakistanais et au Canada, ; les groupes minoritaires ethniques baloutches, pachtounes et sindis au Canada publient une déclaration commune à cet égard. La police canadienne reconnaît les inquiétudes autour de la mort de Baloch, mais déclare qu'elle n'a trouvé aucune preuve de tromperie et conclut que sa mort était « non criminelle »,. Chris Alexander, l'ancien ministre canadien de l'Immigration, des Réfugiés et de la Citoyenneté, déclare dans un tweet : « Tous ceux d'entre nous qui ont connu Karima voient les circonstances de sa mort comme profondément suspectes. Nous ne devons négliger aucun effort pour découvrir et affronter la réalité de ce qui lui est arrivé ». CBC News documente l'histoire de l'activisme de Baloch et de sa mort dans le podcast The Kill List.

## Vie privée
Baloch a deux frères et sœurs, un frère nommé Sameer Mehrab et une sœur nommée Mahganj Baloch. Elle épouse un autre activiste baloutche, Hammal Baloch (également connu sous le nom de Hammal Haider), à Toronto,. Plusieurs membres de sa famille élargie sont liés à l'insurrection du Balouchistan au Pakistan et en Iran.